# Harpagidia
Harpagidia is een geslacht van vlinders van de familie tastermotten (Gelechiidae).

## Soorten
- H. acanthopis (Meyrick, 1932)
- H. amplexa (Meyrick, 1925)
- H. hastata (Meyrick, 1918)
- H. magnetella (Staudinger, 1871)
- H. mauricaudella (Oberthür, 1888)